# Wormaldia fujinoensis
Wormaldia fujinoensis là một loài Trichoptera trong họ Philopotamidae. Chúng phân bố ở miền Cổ bắc.